# Roberto III de Artésia
Roberto III de Artésia (1287 - 16 de agosto de 1342 em Londres, onde se refugiara) foi Senhor de Conches, Conde titular de Artésia, Conde de Beaumont-le-Roger e Conde de Richmond em Inglaterra. 
Nasceu como filho primogênito de Filipe de Artésia e neto do conde Roberto II de Artésia (1250-1302 Courtrai) o Bom, ou o Nobre, a quem devia ter sucedido. No entanto, como o direito de representação inexistia no Artésia, sua tia Mafalda de Artésia, com duas filhas, Branca e Joana casadas respectivamente a primeira com Carlos de La Marche e a segunda com Filipe de Poitiers ambos filhos do Rei Filipe IV de França, tomou posse do condado e venceu por dois arrêts ou decretos  do parlamento, em 1309 e 1318.  Roberto provocou uma revolta no Artésia, seguro da vitória quando da subida ao trono francês de seu cunhado Filipe VI, mas foi de novo privado de seus direitos e teve que fugir para Bruxelas, em 1331 e para a Inglaterra, onde teve forte influência sobre Eduardo III contra o rei Valois Filipe VI, que considerava tê-lo despojado injustamente.
Enviado a Flandres pelo rei da Inglaterra, fracassou diante de Saint-Omer em 1340. Ferido em Vannes, morreu dias depois, estando sepultado na Catedral de São Paulo (Londres), em Londres.
É personagem da série de livros «Os Reis Malditos», sucesso literário de Maurice Druon.

## Casamento e posteridade
Em 1318, casou com Joana de Valois, Condessa de Beaumont (1304-1363) filha de Carlos de Valois. Tiveram sete filhos.
- 1 - Luís (1320-1326)
- 2 - Jaime (1325-134])
- 3 - Roberto (1326-depois de...)
- 4 - Carlos de Artésia (1328-138]) Conde de Longueville, conde de Pézenas; casado em 1360 com Joana de Beaucay, filha de Hugues de Baucay.
- 5 - Catarina de Artésia (1319-1368). Casada com João II de Ponthieu, Conde de Aumale.
- 6 - Joana de Artésia (1323-morta cedo).
- 7 - João de Artésia (1321-1387) chamado Sem Terra, conde d´Eu, senhor de Saint-Valéry; casou em 1352 com Isabel de Melun (1328-1389), filha de João II, Visconde de Melun e de Isabel de Anthoin, com descendência.